# Aaron Norris
Aaron Dee Norris (ur. 23 listopada 1951 w Gardena w Kalifornii) – amerykański reżyser, producent i aktor filmowy, brat Chucka Norrisa.

## Kariera
Zasłynął przede wszystkim z tego, że był reżyserem kilku filmów swego brata, a także producentem wykonawczym serialu Strażnik Teksasu. Zaczynał od kilku epizodów w filmach z Chuckiem (m.in.: Breaker! Breaker!, Good Guys Wear Black, The Octagon, Samotny wilk McQuade). Później przyszedł czas na reżyserię takich obrazów, jak: Zaginiony w akcji 3 (1987), Platoon Leader z Michaelem Dudikoffem (1988), Oddział Delta 2 (1990), The Hitman (1991), Sidekicks (1992), Moce ciemności (1993), Superpies (1994), Forest Warrior (1996).
Spróbował też sił jako aktor pierwszoplanowy. W 1990 zagrał policjanta Jacka Hazarda w filmie Overkill (Wygrać ze śmiercią). W 2005 ponownie stanął po drugiej stronie kamery w filmie The Cutter, którego gwiazdami byli Chuck Norris i Joanna Pacuła.
Większą część jego pracy stanowi jednak reżyseria i produkcja, choć nie broni się też przed innymi zajęciami. W latach 2005–2006 powstały dwie powieści przygodowe The Justice Riders i A Threat To Justice, których Aaron jest współautorem (razem z Chuckiem Norrisem, Kenem Abrahamem i Timem Grayem). Wraz z bratem działa w jego fundacji pod nazwą KickStart Kid.

## Życie prywatne
Aaron jest młodszym bratem Chucka Norrisa i Wielanda Clyde'a Norrisa (1943–1970). Aaron i Wieland zostali powołani do wojska i walczyli w Wietnamie. Wieland zginął podczas akcji w 1970.
Aaron Norris ma żonę Rebeccę i troje dzieci.

## Filmografia

### Reżyseria
- 1988: Dowódca plutonu
- 1988: Zaginiony w akcji 3
- 1990: Oddział Delta 2
- 1991: Zabójca
- 1992: Kumple
- 1994: Moce ciemności
- 1995: Superpies
- 1996: Leśny wojownik
- 2005: Strażnik Teksasu: Próba ognia

### Aktor
- 1978: Porządni faceci ubierają się na czarno jako Al
- 1979: Jednoosobowy oddział jako Anderson
- 1980: Ośmiokąt jako Hatband
- 1982: A Rose for Emily jako Boon
- 1983: Zabójcza siła jako strażnik
- 1983: Samotny wilk McQuade jako punk
- 1996: Uciec przed śmiercią jako Jack Hazard
- 2005: Zadanie specjalne jako Tony Maylam